# 4-Pfennig-Münze

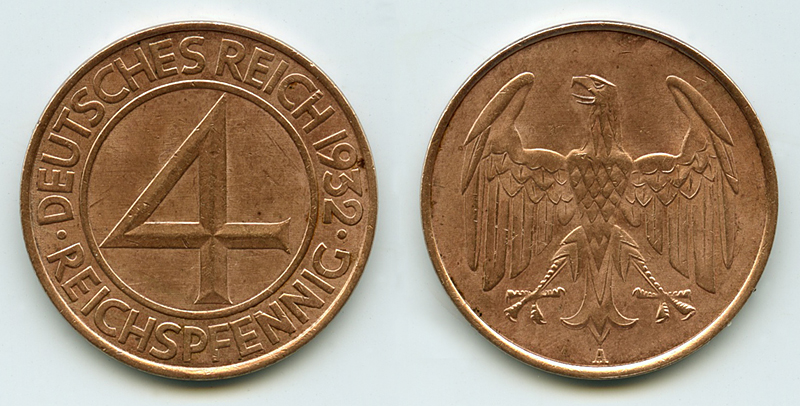
Brüning-Taler/Armer Heinrich

Die 4-Pfennig-Münze ist eine Kupfermünze zu vier Pfennig der Weimarer Republik. Umgangssprachlich wurde sie Armer Heinrich oder Brüning-Taler genannt.

## Hintergrund
Heinrich Brüning, Reichskanzler in der Zeit von 1930 bis 1932, versuchte, die infolge der dem Deutschen Reich nach dem Ersten Weltkrieg auferlegten Reparationszahlungen und der Krise nach dem Börsenkrach von 1929 sich stetig verschlechternde Wirtschaftslage durch eine sparsame Haushaltsführung und durch Senkung von Löhnen, Gehältern und Preisen zu verbessern.
Damit befand er sich mit den meisten Wirtschaftswissenschaftlern seiner Zeit in Übereinstimmung. Die strengen Ausgabenkürzungen und die mangelnde Konsumnachfrage führten jedoch zu einem drastischen Anstieg der Arbeitslosenzahl und belasteten die Volkswirtschaft weiter.
Einer der Versuche, die deutsche Bevölkerung zu erhöhter Sparsamkeit zu bewegen, war die Einführung der 4-Pfennig-Münze, die nur 1932 geprägt wurde.
Um diese in der Bevölkerung schnell unpopuläre Münze besser in Umlauf zu bringen, ordnetet die Brüning Regierung an, bei der Lohnzahlung in Staatsbetrieben jeweils 2 Reichsmark in 4 Pfennigmünzen auszuzahlen.

## Die 4-Pfennig-Münze
Die Münze zeigt auf der Vorderseite die Wertziffer 4, umrandet von der Inschrift „Deutsches Reich“ und der Währungsangabe „Reichspfennig“ in Großbuchstaben, dabei die Jahreszahl „1932“. Auf der Rückseite ist der Reichsadler abgebildet, der Rand ist glatt. Die Münze hat einen Durchmesser von 24 mm bei einem Gewicht von fünf Gramm, sie besteht aus einer Legierung aus Kupfer, Zinn und Zink. Im deutschsprachigen Raum wird die Münze in den Katalogen und Preislisten der Münzsammler mit der Jaegernummer 315 geführt, international ist die in dem von Chester L. Krause und Clifford Mishler begründeten Standardkatalog Standard Catalog of World Coins verwendete Nummer KM #75 gebräuchlich. Ausschließlich im Jahr 1932 wurden in sechs Münzprägeanstalten etwa 50 Millionen Stücke geprägt:
| Münzzeichen | Prägestätte  | Anzahl           |
| ----------- | ------------ | ---------------- |
| A           | Berlin       | 27,101 Millionen |
| D           | München      | 7,055 Millionen  |
| E           | Muldenhütten | 3,729 Millionen  |
| F           | Stuttgart    | 5,022 Millionen  |
| G           | Karlsruhe    | 3,050 Millionen  |
| J           | Hamburg      | 4,094 Millionen  |

Das 4-Pfennig-Nominal war im 18. und 19. Jahrhundert in Deutschland relativ häufig und wurde bis 1872 in mehreren deutschen Staaten ausgeprägt, darunter Preußen, Hessen und Sachsen. Zu dieser Zeit hatte es wegen der Einteilung des Groschens in 12 Pfennige eine höhere praktische Bedeutung als 1932 im Dezimalsystem.

## Öffentliche Wirkung
Laut gesetzlicher Bestimmung mussten bei jeder Gehaltszahlung an staatliche Angestellte 2 Reichsmark in 4-Pfennig-Stücken ausgezahlt werden. Brüning hoffte damit auf ein neues Preisbewusstsein und auf eine Senkung der Verbraucherpreise. Von der politischen Opposition wurde der ungewöhnliche Nennwert schon vor der Ausgabe der Münzen mit Lohnsenkungen und Vermögensverlust in Verbindung gebracht (Vier Pfennig sind ein Vierer. Zwei Vierer sind ein Groschen, zehn Groschen sind eine Mark). Insgesamt wurde das Geldstück in der Bevölkerung abgelehnt und als Armer Heinrich und Brüning-Taler verspottet. Sie wurde bereits mit Wirkung ab 1. Oktober 1933 von den Nationalsozialisten nach deren Machtübernahme außer Kurs gesetzt.

## Fälschungen
Da die 4-Pfennig-Münze nur geringfügig größer als die 1-Reichsmark-Münze war und der Reichsadler ähnlich aussah, wurde durch Versilbern der 4-Pfennig-Münze versucht, sie als eine 1-Reichsmark-Münze auszugeben.